# Daniel Carlson
(en) Statistiques sur pro-football-reference
Daniel Vilhelm Carlson (né le 23 janvier 1995) est un kicker de football américain pour les Raiders d'Oakland de la National Football League (NFL). Il a joué au football universitaire pour les Tigers de l'université d'Auburn et est le meilleur marqueur de la Southeastern Conference (SEC). Carlson a été sélectionné par les Vikings du Minnesota au cinquième tour de la draft 2018 de la NFL en 2018. Avec une taille de 1,96 m, il est actuellement le plus grand kicker de la NFL.

## Biographie

### Jeunesse
Carlson est né le 23 janvier 1995 à Colorado Springs au Colorado de Hans et Jodie Carlson. Carlson a un frère aîné, Nils, et un frère cadet, Anders. Il a fréquenté la Classical Academy High School.

## Statistiques
| Année      | Équipe               | MJ |        | Field goals | Field goals | Field goals | Field goals |         | Extra Points | Extra Points | Extra Points |     | Kick off | Kick off | Kick off |
| Année      | Équipe               | MJ | Tentés | Réussis     | %           | Long        | Tentés      | Réussis | %            | Tentés       | Moy.         | TB  |          |          |          |
| 2018       | Vikings du Minnesota | 02 | 0 4    | 01          | 25,0        | 50          | 06          | 06      | 100          | 10           | 62,7         | 09  |          |          |          |
| 2018       | Raiders d'Oakland    | 10 | 17     | 16          | 94,1        | 50          | 18          | 18      | 100          | 44           | 61,5         | 20  |          |          |          |
| 2019       | Raiders d'Oakland    | 16 | 26     | 19          | 73,1        | 48          | 36          | 34      | 94,4         | 71           | 63,3         | 38  |          |          |          |
| 2020       | Raiders de Las Vegas | 16 | 35     | 33          | 94,3        | 54          | 47          | 45      | 95,7         | 95           | 62,8         | 61  |          |          |          |
| Totaux NFL | Totaux NFL           | 44 | 82     | 69          | 71,6        | 54          | 107         | 103     | 82,7         | 220          | 62,3         | 128 |          |          |          |